# محمية باما
محمية باما (بالإنجليزية: Pama Reserve) هي محمية جزئية في بوركينا فاسو، أسست في سنة 1955م، وتقع في محافظة كومبينجا وتغطي مساحة 2.237كم²، يحد المحمية من الشرق نهر سينغو ويفصلها عن محميتي سينغو وأرلي، ومن الغرب يحدها طريق N18؛ الطريق الوطني من نغورما إلى بورجا، وفي الجنوب تصل المحمية إلى نهر بيندجاري، وهو يُمثِّل الحدود بين بوركينا فاسو وبنين، تعد المحمية موطنًا للأفيال وأفراس النهر والأسود والفهود، و450 نوعًا من الأزهار.